# 애니멀 프랙티스
애니멀 프랙티스(Animal Practice)는 2012년 8월 12일부터 현재까지 NBC에서 방영중인 시트콤이다.

## 캐스트
- 저스틴 커크 - George Coleman
- 조애나 가르시아 - Dorothy Crane
- 보비 리 - Robert Yamamoto
- 킴 휘틀리 - Juanita
- 베시 소다로 - Angela
- 타일러 라빈 - Doug Jackson